# Premio Bram Stoker
Il Premio Bram Stoker è un premio letterario statunitense per opere di narrativa dell'orrore assegnato ogni anno dalla Horror Writer's Association. È così chiamato in onore di Bram Stoker, autore della fondamentale opera Dracula. Il Premio Stoker fu istituito immediatamente dopo la fondazione dell'organizzazione nel 1987. Anche se molti membri - incluso il primo presidente dell'HWA, Dean R. Koontz - avevano delle riserve riguardo a premi per la scrittura - dato che lo scopo dell'HWA era di operare per il proprio mutuale profitto, non di competere uno contro l'altro - la maggioranza dei membri favorì pesantemente la presentazione dei premi, sia per riconoscere i lavori meritevoli nel campo dell'horror, sia per pubblicizzare le attività  dell'HWA.
Per mitigare la natura competitiva dei premi, gli Stokers vengono consegnati per "risultati superiori" ("superior achievement"), non per il "meglio dell'anno", e le regole sono state deliberatamente progettate per rendere un risultato di parità discretamente probabile. I primi premi furono consegnati nel 1988 (per lavori pubblicati nel 1987) e da allora sono stati assegnati ogni anno. Il premio in sé stesso è una replica di una casa stregata alta 20 cm, progettata esplicitamente per l'HWA dallo scultore Steven Kirk. La porta della casa si apre per rivelare una placca di bronzo con inciso il nome e l'autore dell'opera vincente.
I Premi Stoker, così come gli Oscar, sono premi non assegnati da una giuria. Ogni lavoro Horror pubblicato per la prima volta in lingua Inglese può essere preso in considerazione per lo Stoker durante l'anno della sua pubblicazione.
I membri dell'HWA raccomandano i lavori da prendere in considerazione. Un ballottaggio preliminare viene compilato usando una formula basata sulle raccomandazioni. Due turni di votazione tra i membri attivi determinano prima i finalisti e quindi i vincitori. Questi vengono annunciati ed i premi presentati durante un banchetto di gala tenuto in congiunzione con la conferenza annuale dell'HWA, di solito in giugno.

## Categorie

### Premi attuali
Attualmente sono assegnati premi in otto categorie:
- Romanzo (Novel)
- Romanzo d'esordio (First Novel)
- Romanzo per ragazzi (Young adult novel)
- Romanzo grafico (Graphic novel)
- Racconto lungo (Long Fiction)
- Racconto (Short Fiction)
- Raccolta narrativa (Fiction Collection)
- Raccolta poetica (Poetry Collection)
- Antologia (Anthology)
- Saggio (Nonfiction)
- Sceneggiatura (Screenplay) (sospeso tra il 2004 e il 2011)

A questi va aggiunto il Premio alla carriera (Bram Stoker Lifetime Achievement Award).

### Premi non più assegnati
Non sono più assegnati i premi nelle seguenti categorie:
- Piccolo romanzo (Novelette) (1987–1997)
- Racconto breve (Short Story) (1987–1997)
- Narrativa illustrata (Illustrated Narrative) (1998–2004)
- Narrativa per ragazzi (Work for Young Readers) (1998–2004)
- Formati alternativi (Other Media) (1993, 1998–2000) (Alternative Forms) (2001–2004)